# Sarah E. Stewart
Sarah Elizabeth Stewart (Tecalitlán, Jalisco, 16 d'agost de 1905 - New Smyrna Beach, 27 de novembre de 1976) va ser una viròloga mexicano-estatunidenca pionera en la recerca sobre els Polyomavirus, juntament amb Bernice Eddy. Va ser la primera científica a plantejar i estudiar la hipòtesi que hi havia virus oncògens (susceptibles de provocar tumors), capaços de transmetre la malaltia d'un animal a l'altre. En la dècada de 1950, aquesta hipòtesi, que després es confirmaria, no l'havia plantejat ningú i resultava inversemblant.

## Biografia
Va néixer el 16 d'agost de 1905 a Tecalitlán (Jalisco), de pare estatunidenc i mare mexicana. Tenia cinc anys quan la seva família va tornar als Estats Units, encara que va continuar parlant espanyol amb fluïdesa. Es va graduar a la Universitat Estatal de Nou Mèxic el 1927 i va obtenir un màster (MS) en microbiologia per la Universitat de Massachusetts a Amherst el 1930. Inicialment va treballar com a primera bacteriòloga en un centre d’investigació agrícola, a l’Estació Experimental de Colorado, a Fort Collins, sobre bacteris fixadors de nitrogen per obtenir un millor rendiment dels cultius. Després va treballar per als Instituts Nacionals de Salut (NIH) com a assistent d'investigació d'Ida Bengtson, en el període entre 1935 i 1944, durant el qual va escriure set treballs sobre bacteris anaerobis i va fer el doctorat, el 1939, a la Universitat de Chicago.
Quan, el 1944, Stewart va sol·licitar suport per investigar sobre la relació entre tumors i virus, els directors del laboratori de microbiologia dels NIH i de l'Institut Nacional del Càncer (NCI) l'hi van denegar basant-se en el fet que tenia una suposada manca de qualificació i que la proposta era dubtosa. Per això va decidir fer-se metgessa i va passar a treballar a la Facultat de Medicina de la Universitat de Georgetown com a instructora de bacteriologia, cosa que li permetia estudiar medicina com a oient; amb el temps, el 1949, va arribar a ser, a més, la primera dona a obtenir el títol de metgessa en aquesta institució després que, al 1947, permetessin a les dones de matricular-s'hi.
Els seus descobriments en oncologia viral es van donar quan va tornar a l'Institut Nacional del Càncer (NCI) el 1951. Aquell any, Ludwig Gross va descriure que podia transmetre's la leucèmia entre ratolins nounats usant un extracte lliure de cèl·lules i, el 1953, va reportar tumors en les glàndules paròtides amb el mateix mètode. Encara que Stewart va confirmar aquestes troballes també el 1953, la comunitat científica no va reconèixer els virus com una possible causa de càncer en els mamífers. La hipòtesi només va atreure interès quan Stewart i Bernice Eddy van demostrar el 1957 que es complien els postulats de Koch. Les dues científiques van continuar investigant les característiques de l'agent infecciós, al qual no es van referir com un virus fins al 1959. Li van donar el nom de poliyomavirus ES (per Stewart-Eddy), encara que en l'actualitat és conegut com polyomavirus murí. Van demostrar que podia causar uns vint tumors en ratolins i també en altres petits mamífers, a més de causar mort cel·lular, síntesi d'anticossos —desenvolupessin o no tumors els animals infectats— proliferació en cultius cel·lulars i, a més, era altament antigènic. La revista Time va publicar un reportatge sobre les recerques de Stewart i Eddy el 1959.
El 1951 Stewart va ser nomenada directora mèdica del laboratori d'oncologia de l’Institut Nacional del Càncer de Baltimore i va passar la resta de la seva vida estudiant altres virus oncògens com el d'Epstein-Barr.
Per les seves contribucions científiques a l'estudi de l'etiologia viral del càncer per al Servei de Salut Pública dels Estats Units, el 1965 va rebre el premi Federal Women's, que li atorgà el president Lyndon Johnson. Es va retirar del servei el 1970 per a ser professora de patología a la Universitat de Georgetown.
Tot i que no va poder veure les vacunes i altres consecucions que la seva recerca va generar, sí que va poder constatar que les seves hipòtesis es confirmaven i les seves descobertes eren reconegudes per la ciència.